# Flaochad
Flaochad (of Flaochat) was van 639 tot 642 de hofmeier van Bourgondië als opvolger van Aega.
Hij werd aangesteld door Nanthilde, de koningin-moeder, die hem haar nicht, Ragnobert, ten huwelijk gaf. Ze riep de voornaamste rijksgroten en bisschoppen van het koninkrijk bijeen in Orléans en hij werd uitgeroepen tot hofmeier.
De Bourgondische patriciër Willibad had een al lang durende vete met Flaochad, toen deze laatste tot hofmeier werd benoemd. Flaochad richtte zich onmiddellijk na zijn benoeming op het vernietigen van Willibad. Tijdens een hofzitting in Chalon trachtte Flaochad hem te vermoorden, maar, toen dit mislukte, verliet hij in plaats daarvan zijn paleis om hem tot een duel uit te dagen, dat Flaochads broer Amalbert echter wist te verhinderen. 
Uiteindelijk wist Flaochad Clovis II ervan te overtuigen om in de buurt van Autun  hof te houden en Willibad te ontbieden. De twee Bourgondische rijksgroten ontmoetten elkaar in strijd, waarbij Willibad werd gedood. Flaochad zou hem slechts met elf dagen overleven, want hij zou sterven aan koorts. Volgens Fredegar, die persoonlijk geïnteresseerd lijkt te zijn in dit geval - dit was tevens de laatste gebeurtenis die hijzelf optekende in zijn kroniek - waren beiden slachtoffers van een goddelijk oordeel, want zij hadden op heilige plaatsen vriendschap gezworen en hadden vervolgens land geroofd om zichzelf te verrijken en oorlog met elkander gevoerd.
Flaochad was de laatste hofmeier in Bourgondië die onafhankelijk was van Neustrië. Na zijn overlijden werd de hofmeier van Neustrië Erchinoald ook hofmeier van Bourgondië. 

## Bron
- Fredegar, Chronicon s.a. 641.